# ビービー・レクサ
ビービー・レクサ (英: Bebe Rexha、本名: ブレタ・レジャ, Bleta Rexha、1989年8月30日 - ）は、アメリカ合衆国のシンガーソングライター。

## 来歴

### 生い立ち
1989年、北マケドニアにルーツを持つアルバニア人の両親のもとに、アメリカ合衆国ニューヨーク州ブルックリンに生まれる。
15歳のとき、ナショナル・アカデミー・オブ・レコーディング・アーツ・アンド・サイエンス主催のコンテスト「Grammy Day」に提出した曲により Best Teen Songwriter 賞を受賞。

### デビューから現在まで

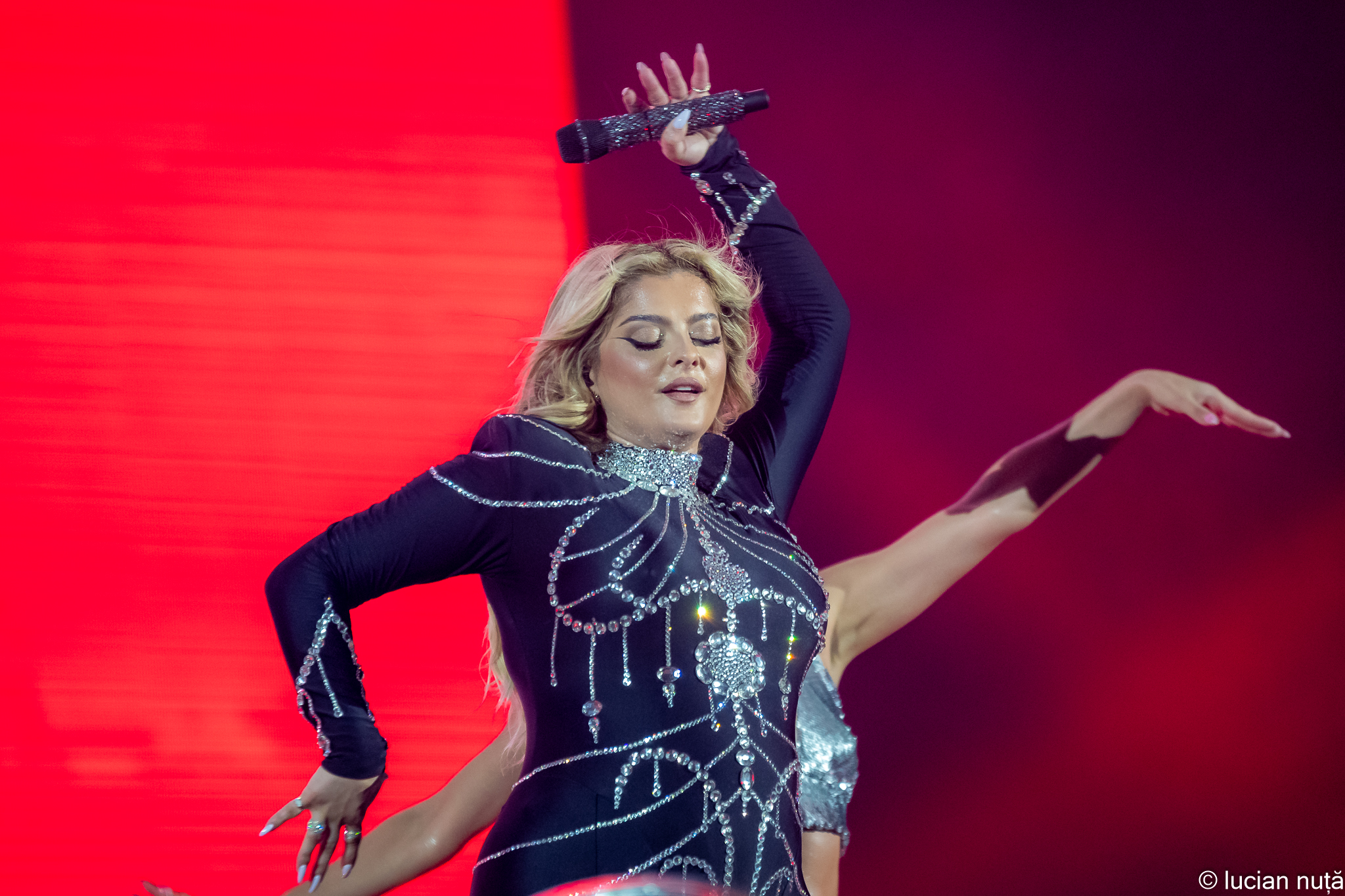
2023年

2010年に、Black Cards のボーカルとしてデビュー。
2012年にバンドを離れワーナー・ブラザース・レコードと契約、ソロ活動とともに他のアーティストへの楽曲提供を開始した。2013年に、エミネムとリアーナに提供した「The Monster」は、Billboard Hot 100のトップを獲得するほどのヒットとなった。
その後もソングライターとして数多くの楽曲を他アーティストに提供し、「Hey Mama」 (Billboard Hot 100 最高8位)、「In The Name Of Love」 (同24位)、「Me, Myself & I」 (同7位)などが成功を収めた。
自身の曲も、2016年にシングル「 I got you」 がヒット。 Billboard Hot 100で43位を記録した。
2017年10月24日発売のEP「All Your Fault: Pt. 2」からのシングル「Meant to Be feat. Florida Georgia Line」(同2位)は、2018年ビルボード年間シングルチャートで3位を獲得するなど自身最大のヒット曲となった。
2018年6月に発売のデビュースタジオアルバム「Expectations」は、Billboard 200で13位を獲得した。同作品からはリードシングル「I'm a Mess」がヒットし、2018年12月に行われた第61回グラミー賞の最優秀新人賞、Best Country Duoの2部門にノミネートされた。
2023年6月18日、ニューヨークで行われた公演の終盤、観客の一人から携帯電話を投げつけられ顔面を負傷。公演を打ち切る出来事があった。
2024年6月、カイリー・ミノーグとトーヴェ・ローとコラボしたシングル「マイ・オー・マイ」を発表。

## ディスコグラフィ

### アルバム
| タイトル        | 詳細 |
| --------------- | --- |
| Expectations    | - 発売日: 2018年6月22日 - レーベル: ワーナー・レコード - フォーマット: CD, digital download, streaming                          |
| Better Mistakes | - 発売日: 2021年5月7日 - レーベル: ワーナー・レコード - フォーマット: CD, LP, digital download, streaming                       |
| Bebe            | - 発売日: 2023年4月28日（日本は5月26日発売） - レーベル: ワーナー・レコード - フォーマット: CD, LP, digital download, streaming |

### EP
| タイトル              | 詳細 |
| --------------------- | --- |
| I Don't Wanna Glow Up | - 発売日: 2015年5月12日 - レーベル: ワーナー・ブラザース・レコード - フォーマット: CD, digital download, streaming     |
| All Your Fault: Pt. 1 | - 発売日: 2017年2月17日 - レーベル: ワーナー・ブラザース・レコード - フォーマット: CD, LP, digital download, streaming |
| All Your Fault: Pt. 2 | - 発売日: 2017年8月11日 - レーベル: ワーナー・ブラザース・レコード - フォーマット: CD, digital download, streaming     |

### シングル
| タイトル                            | 詳細                                                                  | アルバム | 共演アーティスト                       |
| ----------------------------------- | --------------------------------------------------------------------- | -------- | -------------------------------------- |
| I Can't Stop Drinking About You     | - リリース: 2014年4月29日 - レーベル: ワーナー・ブラザース・レコード  |          |                                        |
| I'm Gonna Show You Crazy            | - リリース: 2014年12月19日 - レーベル: ワーナー・ブラザース・レコード |          |                                        |
| Me, Myself & I                      | - リリース: 2015年10月14日 - レーベル: RCAレコード                    |          | ジー・イージー                         |
| No Broken Hearts                    | - リリース: 2016年3月16日 - レーベル: パーロフォン                    |          | ニッキー・ミナージュ                   |
| In the Name of Love                 | - リリース: 2016年                                                    |          | マーティン・ギャリックス               |
| I Got You                           | - リリース: 2016年11月12日 - レーベル: ワーナー・ブラザース・レコード |          |                                        |
| The Way I Are (Dance with Somebody) | - リリース: 2017年5月19日 - レーベル: パーロフォン                    |          | リル・ウェイン                         |
| F.F.F.                              | - リリース: 2017年                                                    |          | ジー・イージー                         |
| That's It                           | - リリース: 2017年8月4日 - レーベル: ワーナー・ブラザース・レコード   |          | グッチ・メイン,2チェインズ             |
| Meant to Be                         | - リリース: 2017年10月24日 - レーベル: ワーナー・ブラザース・レコード |          | フロリダ・ジョージア・ライン           |
| Home                                | - リリース: 2017年11月16日 - レーベル: アトランティック・レコード     |          | マシン・ガン・ケリー,X・アンバサダーズ |
| Count On Christmas                  | - リリース: 2017年12月15日 - レーベル: アーツ・ミュージック           |          |                                        |
| Ferrari                             | - リリース: 2018年4月13日 - レーベル: パーロフォン                    |          |                                        |
| Last Hurrah                         | - リリース: 2019年2月15日 - レーベル: パーロフォン                    |          |                                        |

### ゲストアーティストとしての参加
| タイトル            | 年月      | メインアーティスト     |
| ------------------- | --------- | ---------------------- |
| Take Me Home        | 2013年    | キャッシュ・キャッシュ |
| That's How You Know | 2015年    | ニコ&ヴィンツ          |
| Hey Mama            | 2015年    | デヴィッド・ゲッタ     |
| Battle Cry          | 2015年    | ハヴァナ・ブラウン     |
| Back To You         | 2017年    | ルイ・トムリンソン     |
| Push Back           | 2018年5月 | Ne-Yo                  |
| Girls               | 2018年5月 | リタ・オラ             |

## 出演
- アグリードール UglyDolls (2019年) ※声の出演
- クイーンピンズ Queenpins (2021年)